# 5 F's
5 F's é um conjunto de 5 curtas-metragens do realizador Carlos Alberto M.D. Gomes, sobre a cidade da Guarda. O termo '5 F's' refere-se às características (Fria, Farta, Fiel, Forte, Formosa) da cidade mais alta de Portugal, mas também a cada uma das estórias da pentologia fílmica. 

## Sinopses
Farta, forte, fria, fiel, formosa. 5 características, cinco conceitos que dão o mote para outras tantas histórias de ficção. A cidade da Guarda é o palco presente em cada uma delas e, como tal, tem uma forte influência no desenvolvimento da trama narrativa e respectiva dramaturgia. A cidade é per si uma personagem. Realidade e Ficção unem-se numa visão pessoal do realizador. Ambas embarcam numa poesia surreal, espontânea, mas fatídica. Neste cenário, tudo é possível. A cidade mais alta vive para si. No entanto, é sua condição “ser sozinha”. Cidade do interior, como um coração oculto de um corpo visível. “5 F’s” contém 5 elementos químicos: misturados, da forma correcta e precisa, atingimos a sua alquimia. E a partir dela, a Imagem capturada transforma-se na essência da cidade “Guarda”.[carece de fontes?]

## Festivais
- Festival Caminhos do Cinema Português - Coimbra 2005(Portugal)[carece de fontes?]